# Schlosspark Stammheim

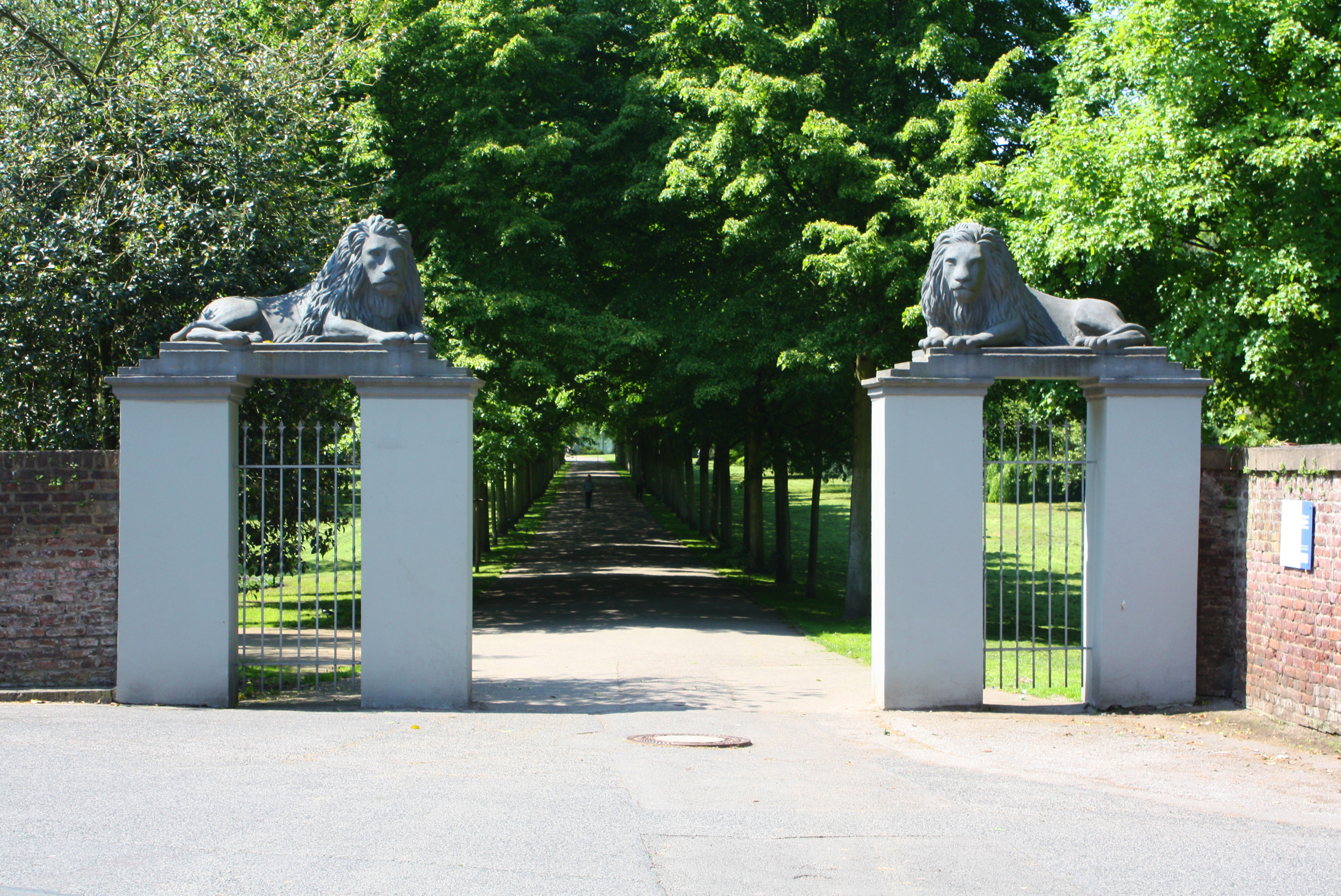
Schlosspark Stammheim, Haupteingang

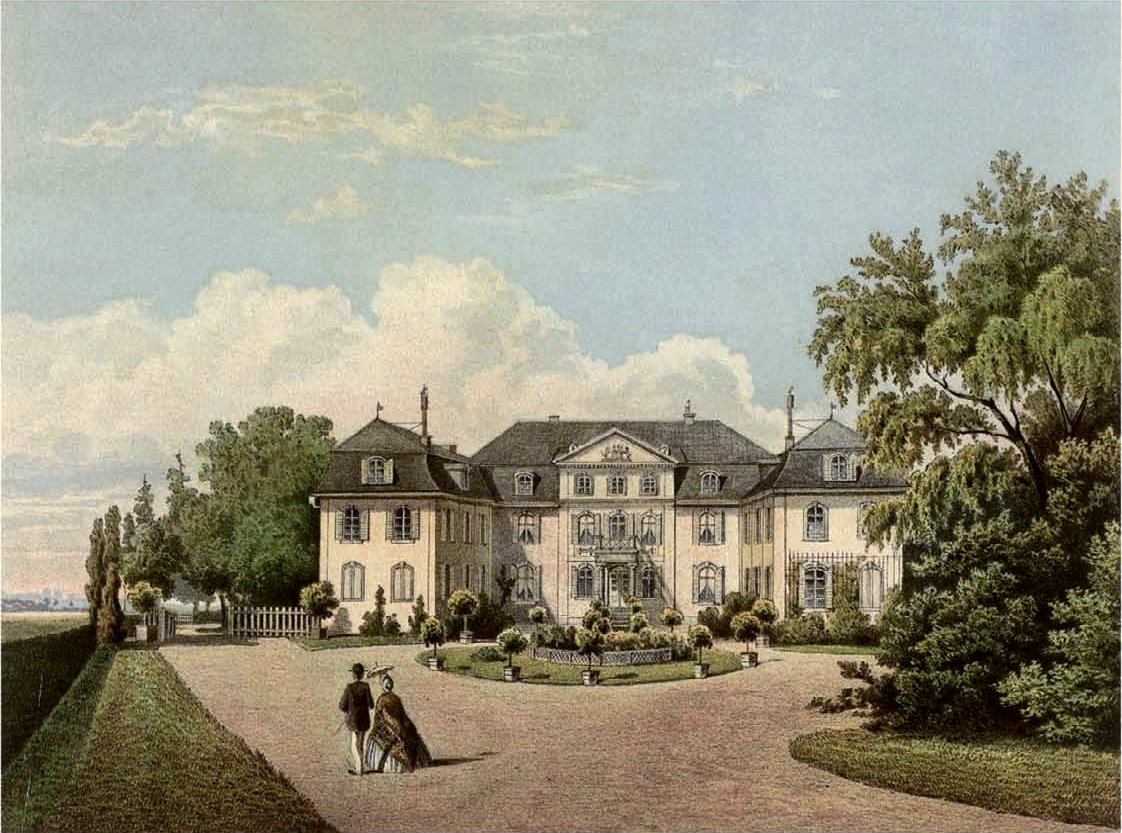
Schloss Stammheim um 1860, Sammlung Alexander Duncker

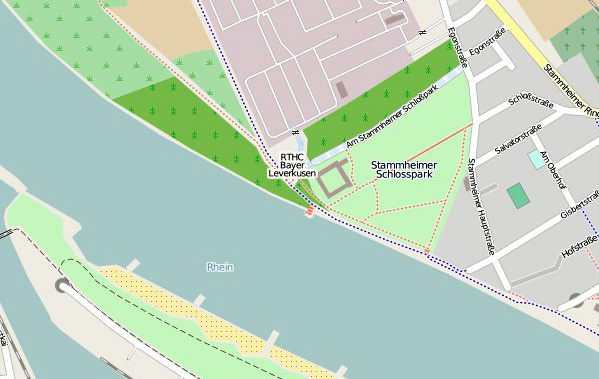
Schlosspark und Umfeld

Der Schlosspark Stammheim war Teil eines im Jahr 1818 von dem Freiherren Theodor von Fürstenberg erworbenen mittelalterlichen Rittergutes. Die Parkanlage im Stadtteil Stammheim (Köln) ist heute eine öffentliche der Erholung der Bevölkerung dienende Grünanlage der Stadt Köln. Seit dem Jahr 2002 wird der Park auch zur Ausstellung moderner Kunst genutzt.

## Lagebeschreibung
Die Parkanlage liegt am rechten Ufer des Rheines, gegenüber dem linksrheinischen Stadtteil Köln-Niehl, anschließend an den alten Ortskern des Kölner Stadtteiles Stammheim. Sie bedeckte eine Fläche von etwa acht ha Land und wurde 2009 nach Norden hin auf etwa 12 ha erweitert. Sie bildet die Form eines stumpfwinkligen Dreiecks mit der Langseite im Norden bis zur Straße „Am Stammheimer Schlosspark“. Die östliche Begrenzung bildet die Stammheimer Hauptstraße mit dem Haupteingang zur Lindenallee des Parks (neben der alten Kirche Sankt Mariä Geburt). An der Schmalseite fließt der Rhein hinter dem oberhalb von diesem verlaufenden Deichweg „Stammheimer Ufer“.
Der Stammheimer Schlosspark, dem sich nach Norden die Flittarder Auenlandschaft anschließt, ist der vorläufige Endpunkt einer schon von Kurt Schönbohm geplanten durchgängigen und öffentlich nutzbaren Rheinpromenade (etwa 11 Kilometer), die von der Südbrücke weiter über den Rheinpark mit der an seinem Nordende eigens für Fußgänger erbauten Mülheimer Hafenbrücke bis Stammheim geführt werden sollte und die bis heute nur teilweise realisiert wurde.

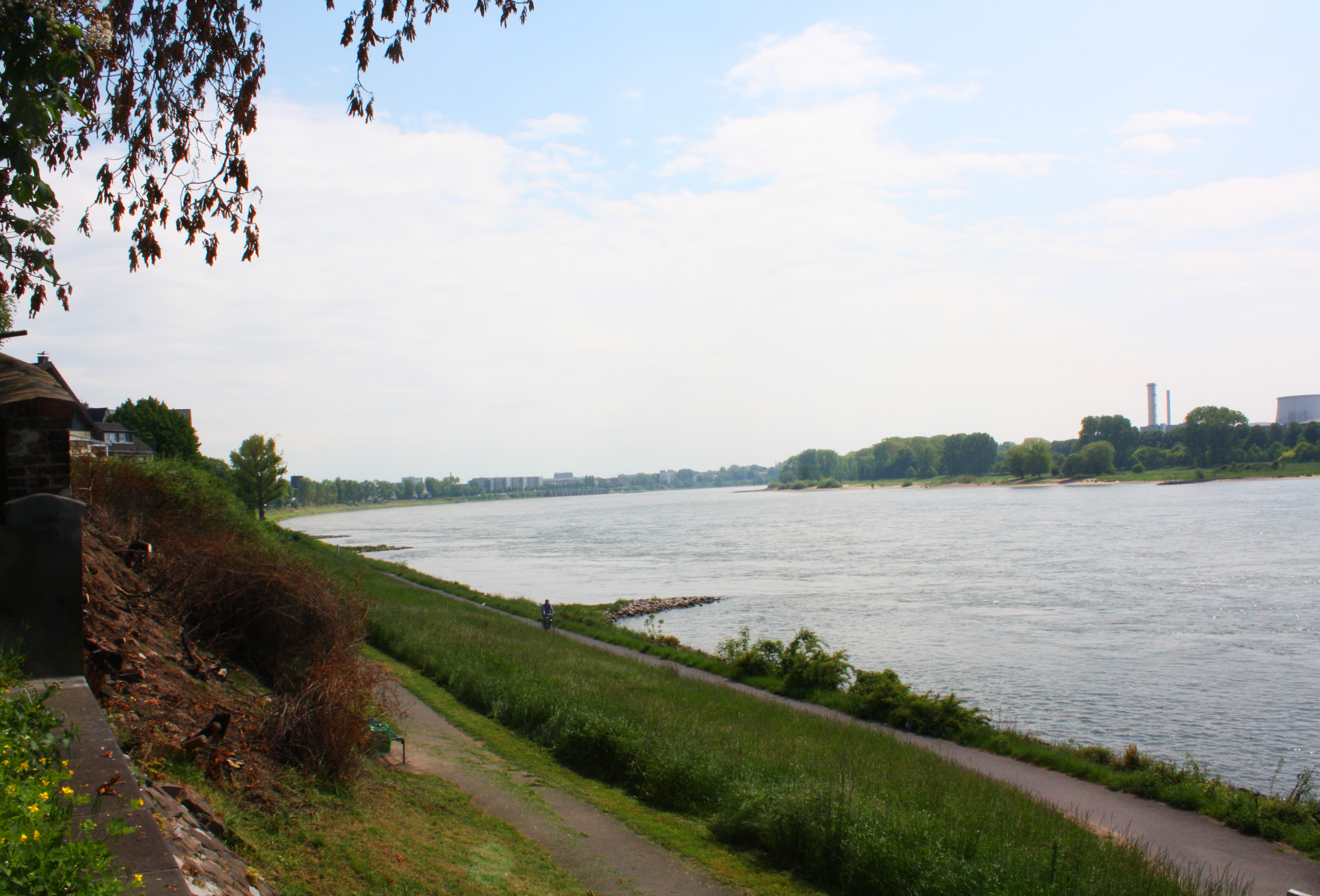
Stammheimer Ufer Richtung Mülheim
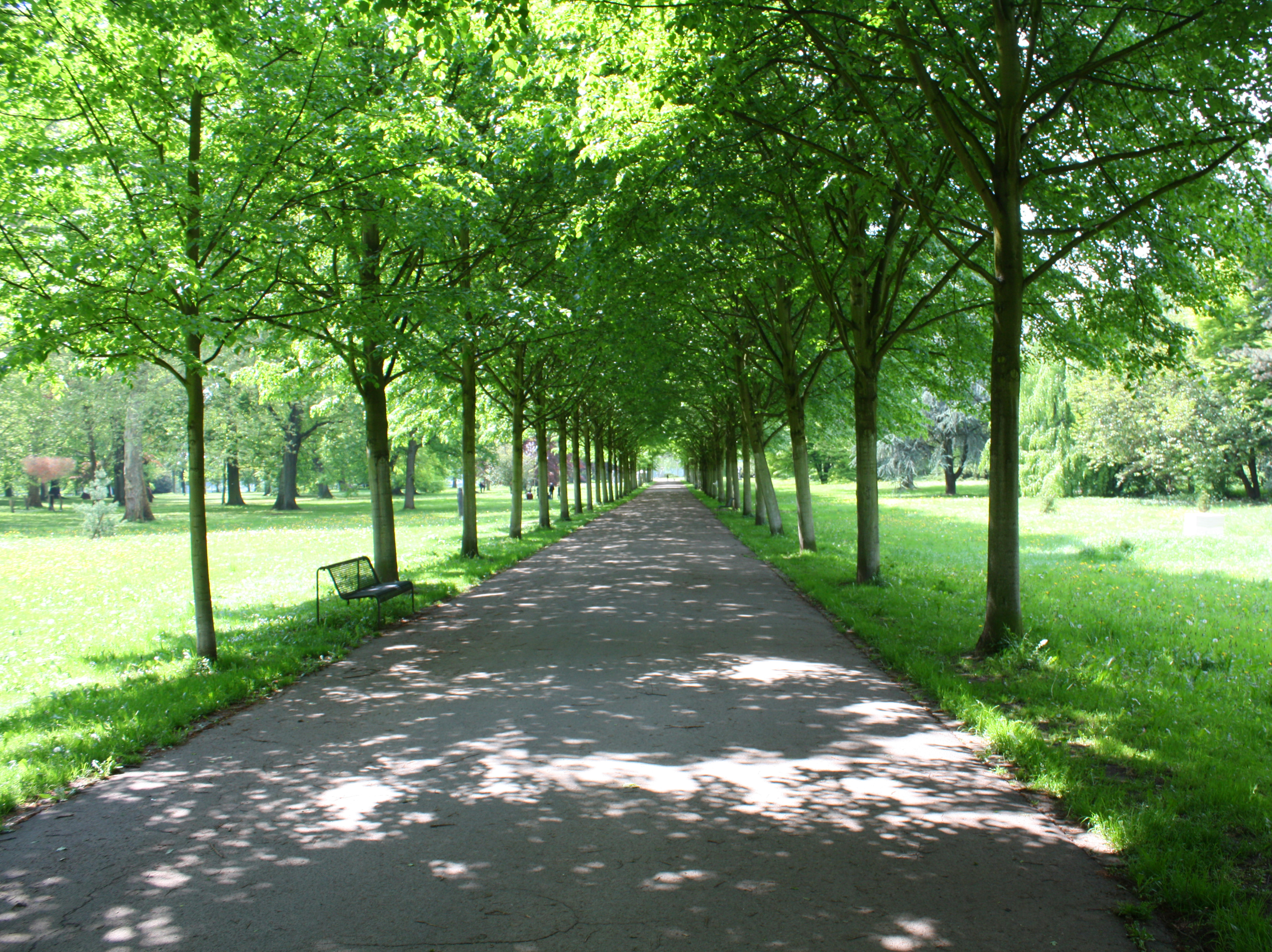
Alte Lindenallee
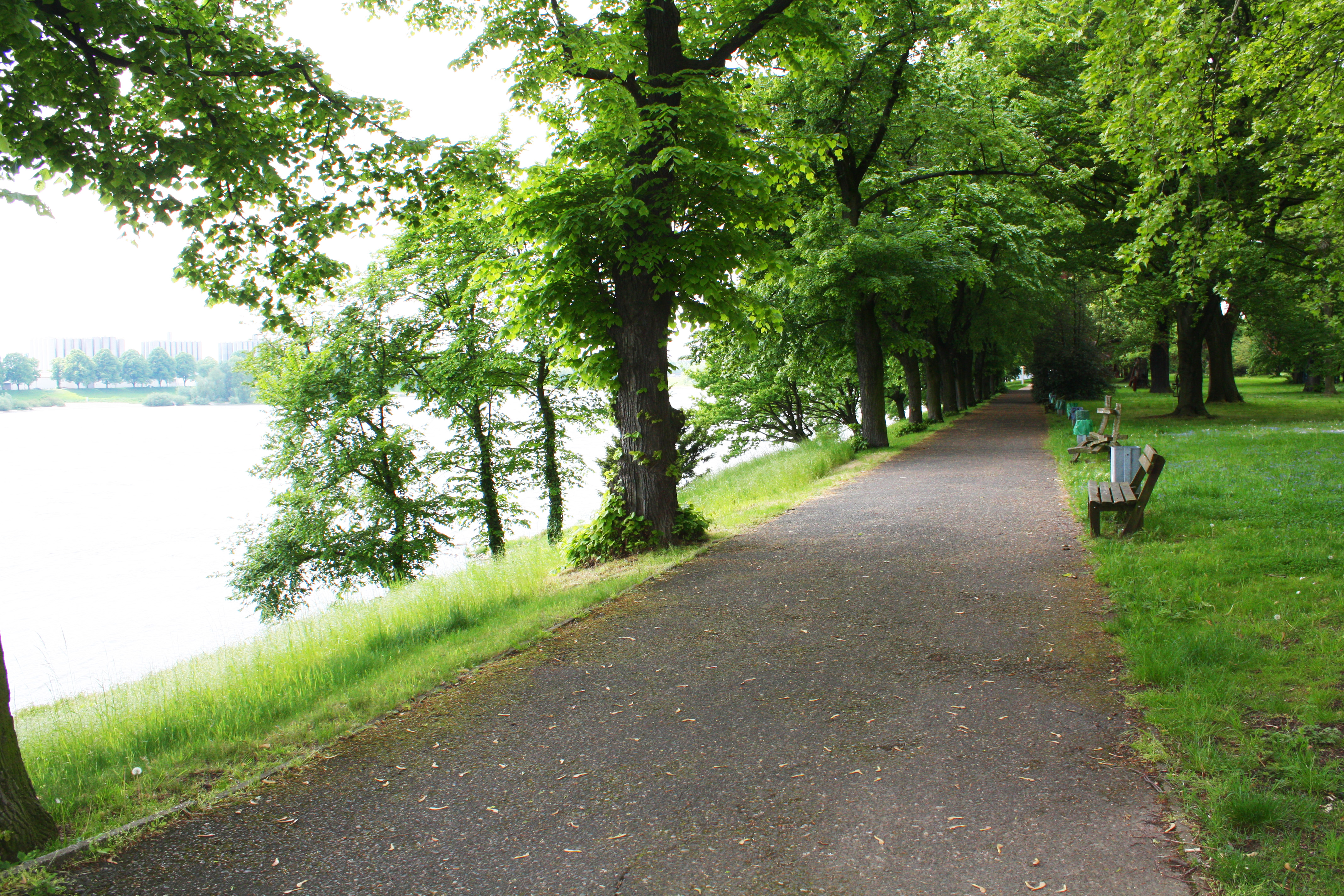
Rheinseite, westliche Allee
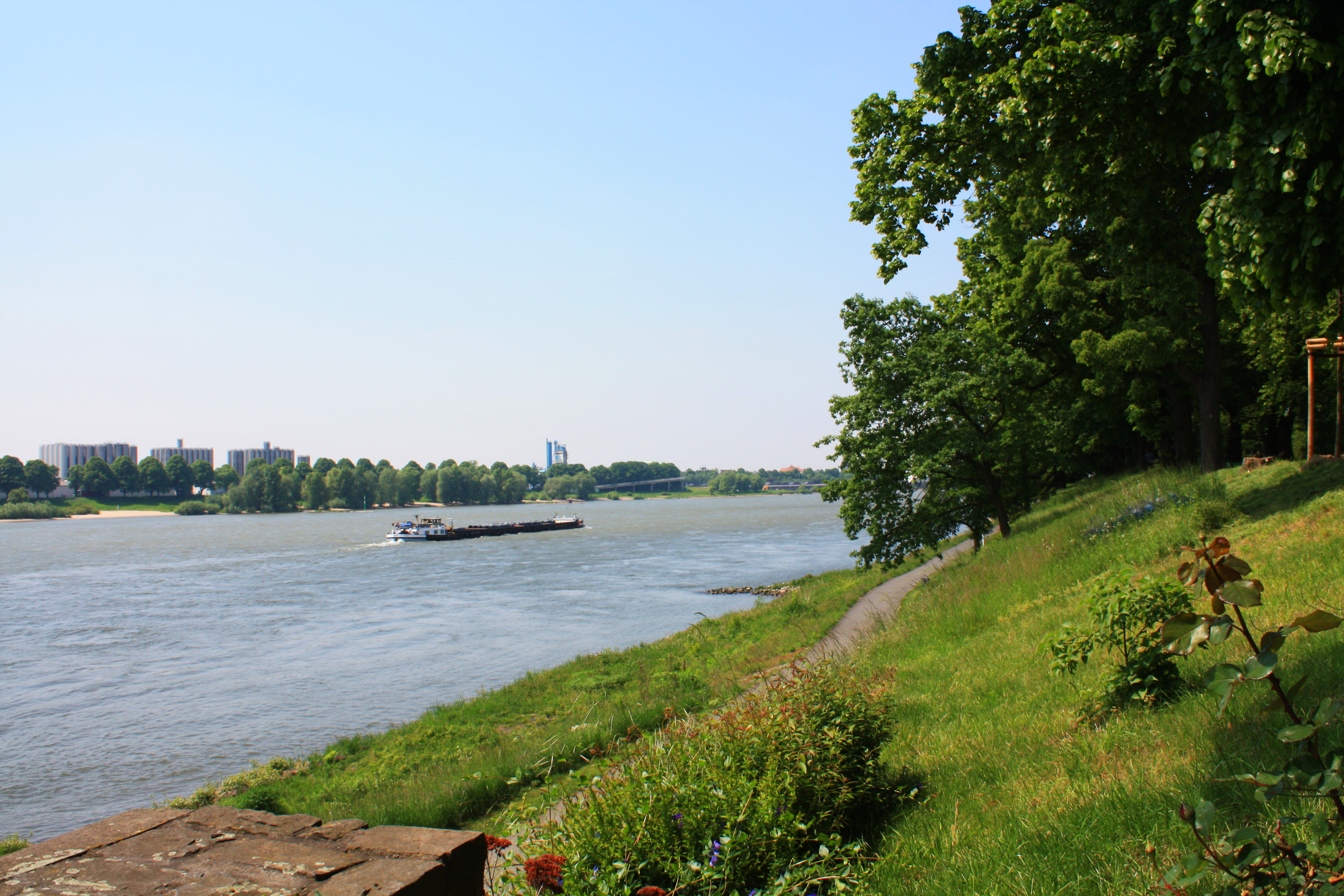
Stammheimer Ufer Richtung Flittard

## Geschichte

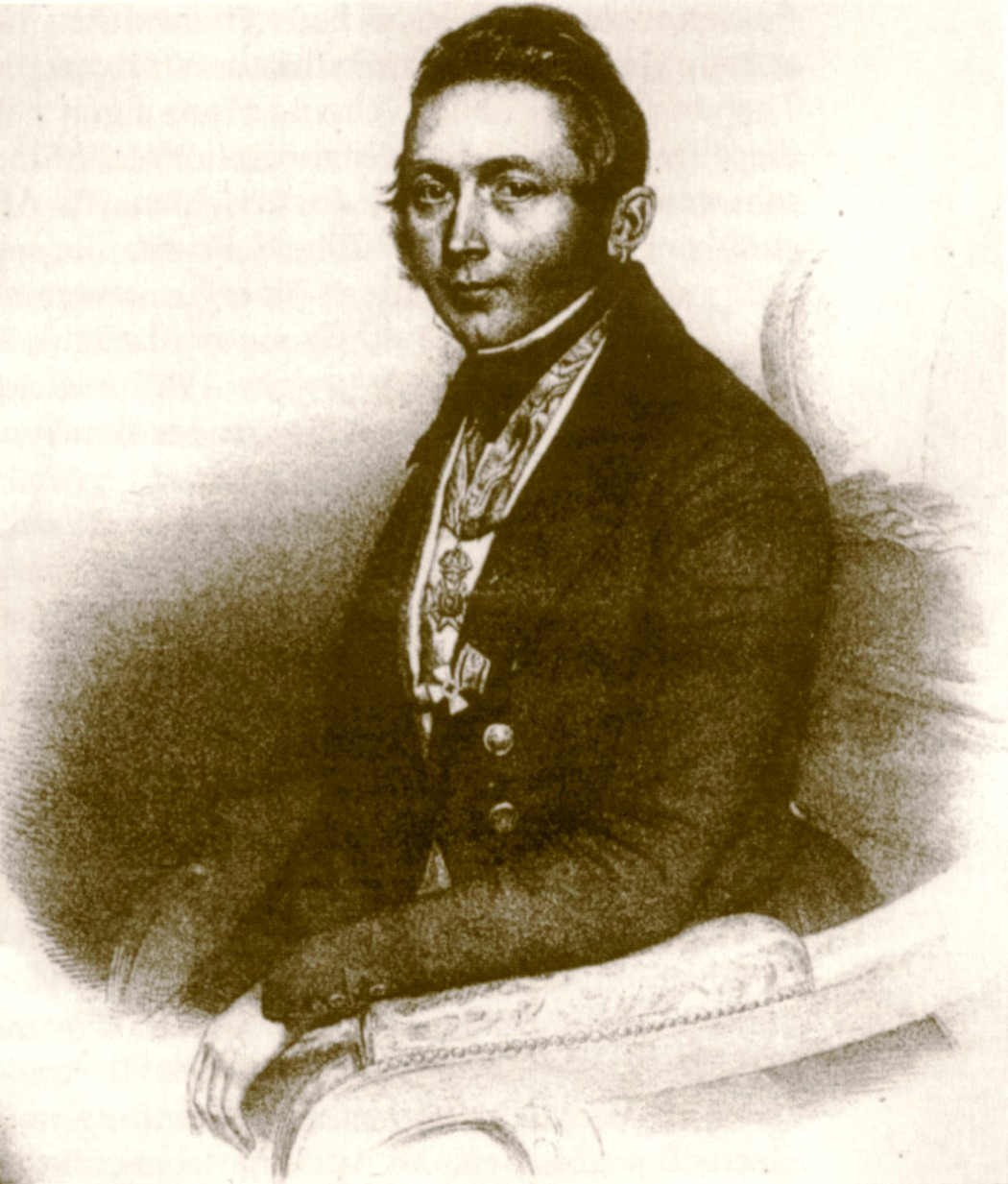
Kammerherr Franz Egon von Fürstenberg-Stammheim (Lithographie um 1830)

Im Jahr 1757 wurde der im Amt Porz, Gemeinde Flittard, gelegene Rittersitz Stammheim mit allem Zubehör durch den Eigentümer Joan Franciscus Caspar Freiherr von Wyhe an den kurpfälzischen Geheimen Rat Friedrich Ferdinand Freiherr von Pfeill und seine Frau übertragen.
Von dieser Familie erwarb 1818 der Reichsfreiherr Theodor von Fürstenberg zu Neheim den Rittersitz für seinen einzigen Sohn Egon. Zu gleicher Zeit verpachtete die Familie ihren benachbarten Besitz, den Merkerhof in der Stadt Mülheim am Rhein, aus dem später der Mülheimer Stadtgarten entstand. Der Besitz in Stammheim wurde nach dem Tod seines Vaters durch den preußischen Kammerherrn Franz Egon von Fürstenberg zum Stammsitz seiner Familie erhoben. Zehn Jahre später beauftragte die Familie den Gartenarchitekten und ab 1834 Königlichen Gartenbaudirektor Maximilian Friedrich Weyhe, einen Landschaftspark zu entwerfen, den dieser zwischen 1828 und 1832 im Stil eines Englischen Gartens anlegte.
Während dieser mehrjährigen Bauzeit waren 50 Arbeitskräfte mit der Anlage des Gartens beschäftigt. Es entstand ein verzweigtes Wegenetz, dessen Hauptwege als Alleen zum Schloss führten. Die ebenfalls nach den Vorgaben Weyhes vorgenommenen Anpflanzungen umfassten eine Menge von 600 Bäumen und 500 Sträuchern, die eine hohe Anzahl unterschiedlicher Gehölzgattungen enthielten.
Lieferanten dieser großen Mengen an Pflanzenmaterial waren der „Königliche Forst- und Thiergarten zu Cleve“ und die Hofgärten zu Bonn und Düsseldorf, vornehmlich jedoch der nahe gelegene Kölner Botanischen Garten. Diese Institute verfügten über große Gewächshäuser und betrieben in großem Stil die Aufzucht von Kultur- und Nutzpflanzen aller Art. Leiter in Köln war Jakob Greiß, der einer der Nachfolger Weyhes im Kölner Institut geworden war, aber auch als ein Schüler von Weyhe seine Lehrjahre im Königlichen Hofgarten zu Düsseldorf absolviert hatte. Durch diese Beziehungen war die Beschaffung der Pflanzen unproblematisch.

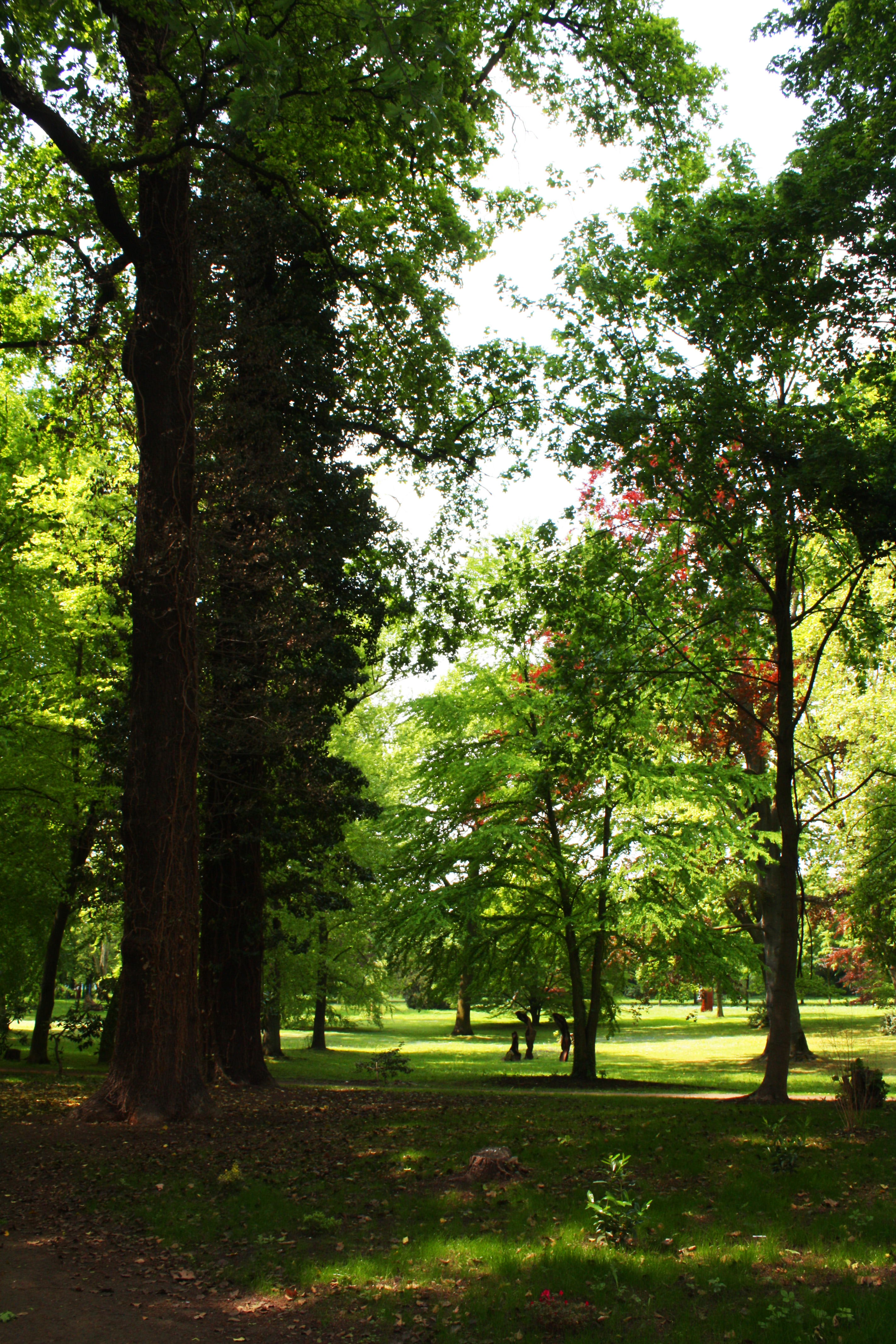
Baumbestand in der Parkmitte
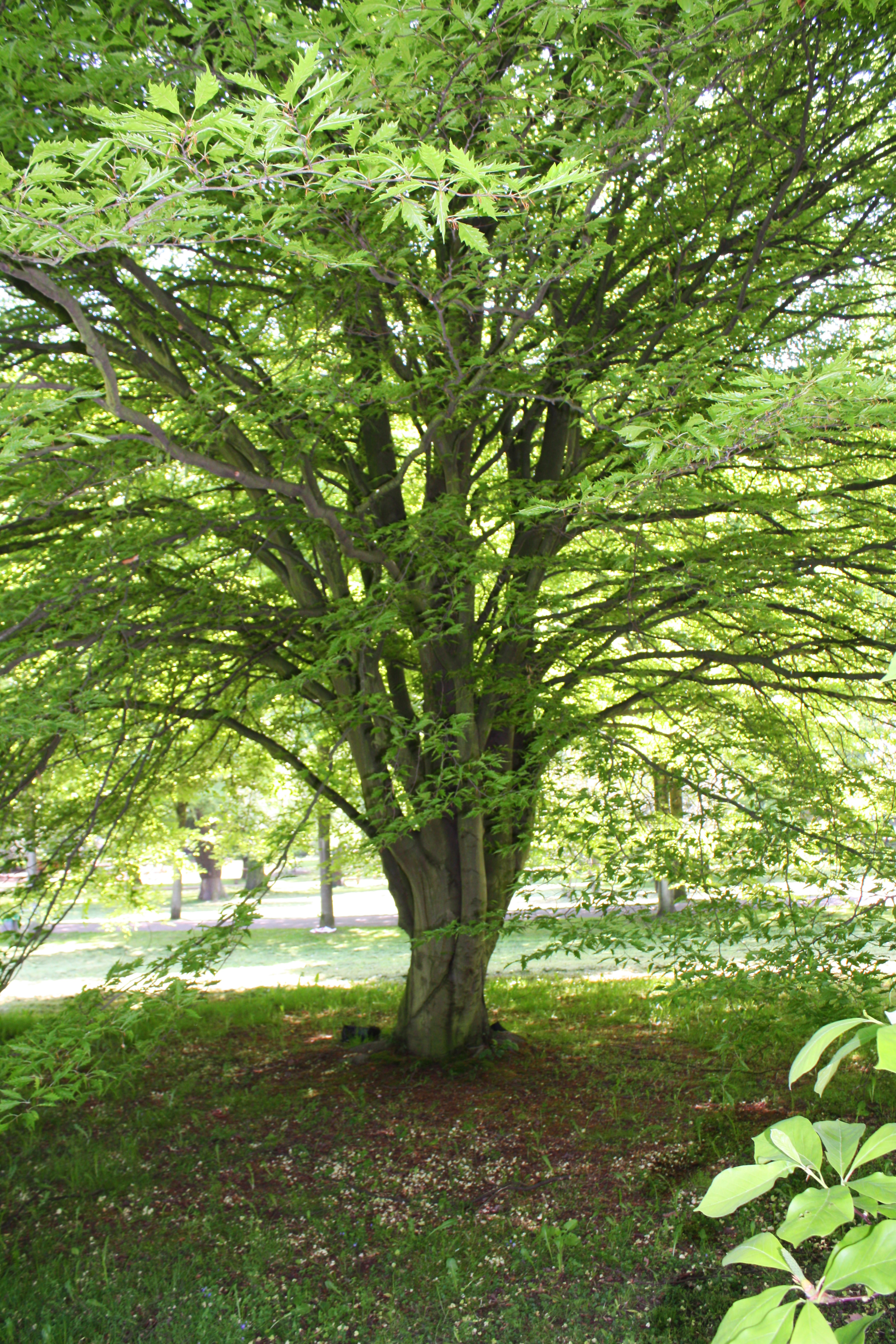
Seltene Baumkronen
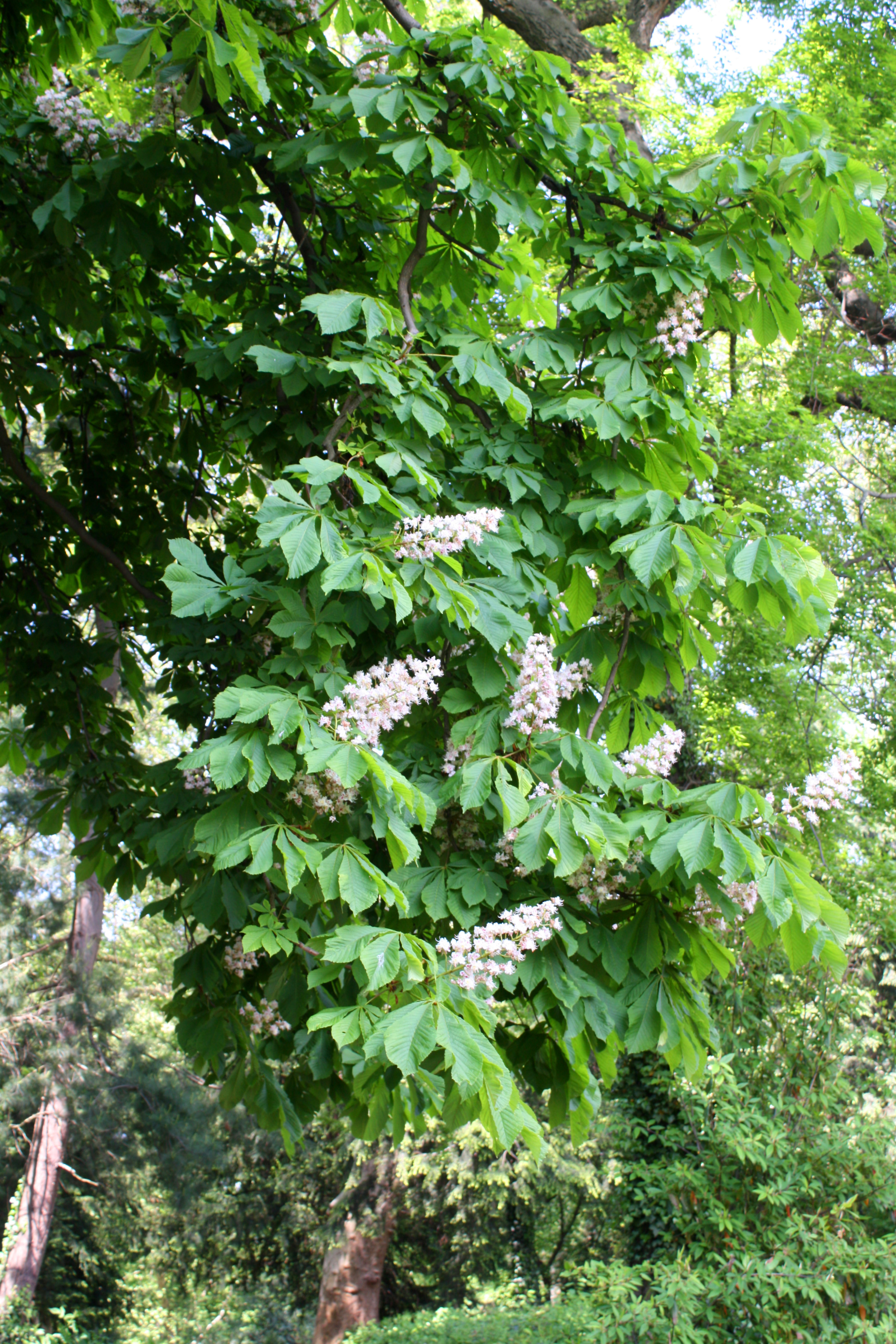
Blütenstand einer Kastanie
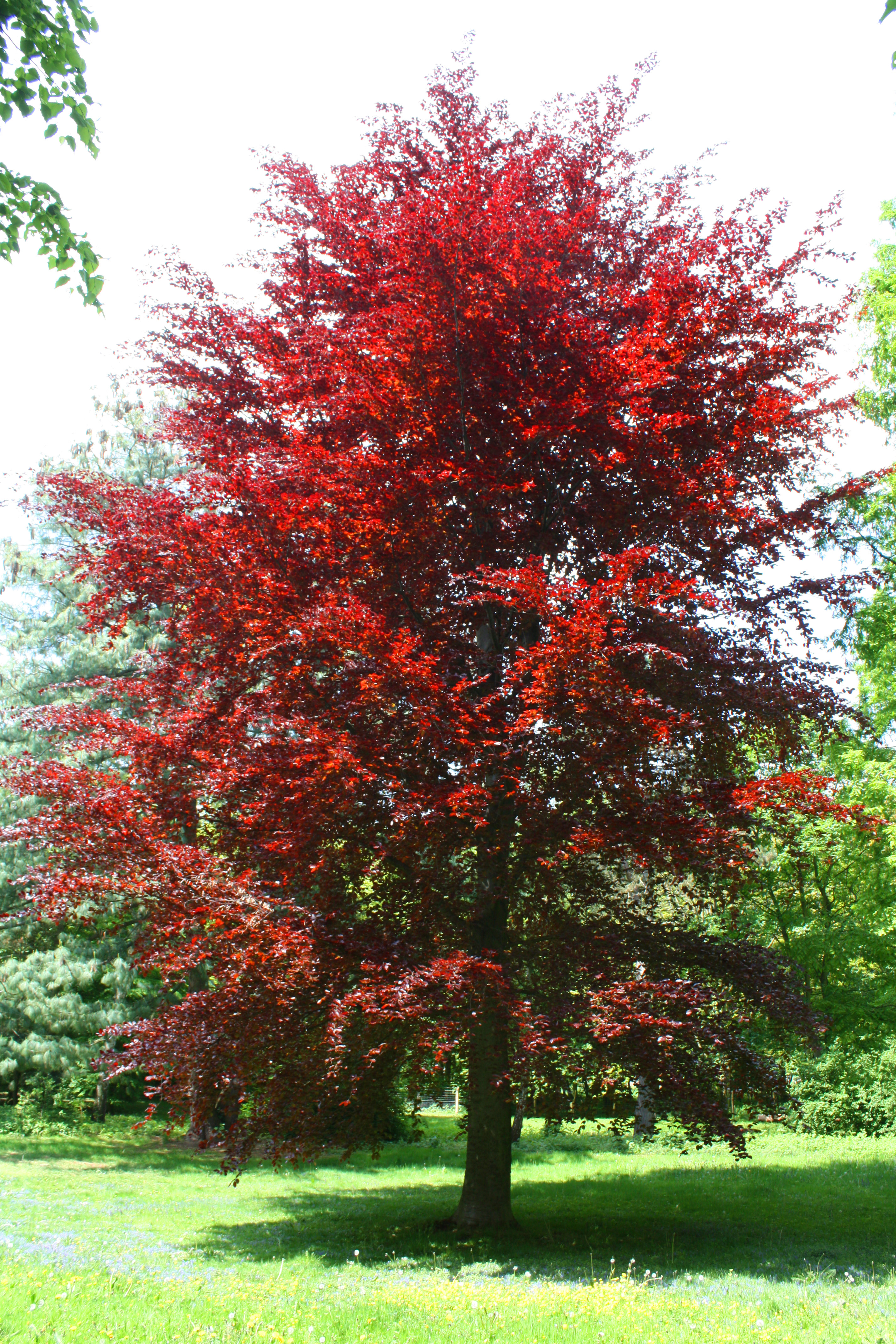
Frisches Blattwerk einer Blutbuche

### Anlage und Gehölzgattungen
Hauptwege der Anlage waren wie heute die mit Linden bestandenen Alleen wie die an der Rheinseite und die den Park mittig durchquerende Allee zwischen Haupteingang und dem fürstlichen Schloss. Zwischen den übrigen nach Weyhes Vorstellungen angelegten verschlungenen Wegen innerhalb eines Rundweges pflanzte man Baum- und Strauchwerk in Gruppen oder auch solitär. Überwiegend waren dies heimische Arten, aber auch exotische Baum- und Straucharten: Ahorne, Akazien, Trompetenbäume, Ulmen, Eschen, Sumachgewächse, Esskastanien, Arten des Christusdorns, Zürgelbäume, Tulpenbaum, japanische Magnolien, Maulbeerbaum, Amerikanische Weiß-Eiche sowie unter der Vielzahl der Blüten- und Decksträucher verschiedene Wildrosenarten von hoher Qualität. Die Auswahl und Positionierung der Anpflanzungen wurden in einer Beschreibung als das Wirken eines „hervorragenden Gehölzkenners“ gerühmt.

#### Erhalt der Anlage über Generationen
Der Erbe Theodors von Fürstenberg, Graf Franz Egon von Fürstenberg-Stammheim, dem durch die Stadt Köln am 18. Dezember 1856 das Ehrenbürgerrecht verliehen wurde, hatte bis zu seinem Tod 1859 die Gartenanlage weiter optimiert. Die geschwungenen „Brezelwege“, die beiden Alleen und die Baumgruppen zwischen den Diagonalwegen waren herangewachsen. Zwei Rondelle und ein erhöhter Aussichtspunkt am südlichen Rheinufer sowie das mit seiner „Schauseite“ nach Süden (mit Blick auf den Rhein und den Kölner Dom) ausgerichtete Schloss mit seiner vorgelagerten obligaten „Gartenpartie“ eines Ziergartens waren die Glanzpunkte der Anlage geworden.
Auch der 1836 geborene Sohn Gisbert Egon, der im Jahr 1908 in Bonn verstarb, war ein Liebhaber der Gartenkunst. Vater und Sohn waren während ihres politischen Engagements Mitglieder des preußischen Landtages, in dem Gisbert Egon bis kurz vor seinem Tod die Stadt Köln im Provinzialausschuss vertrat. Die engen Bindungen zu ihrer Stadt zeigten sich auch in einigen Stiftungen, die sie dieser zukommen ließen. An die Familie erinnern die Fürstenberg- und die Merkenstraße in Köln-Mülheim, die Paulinenhofstraße in Köln-Flittard sowie die Gisbertstraße und der Schlosspark in Stammheim.

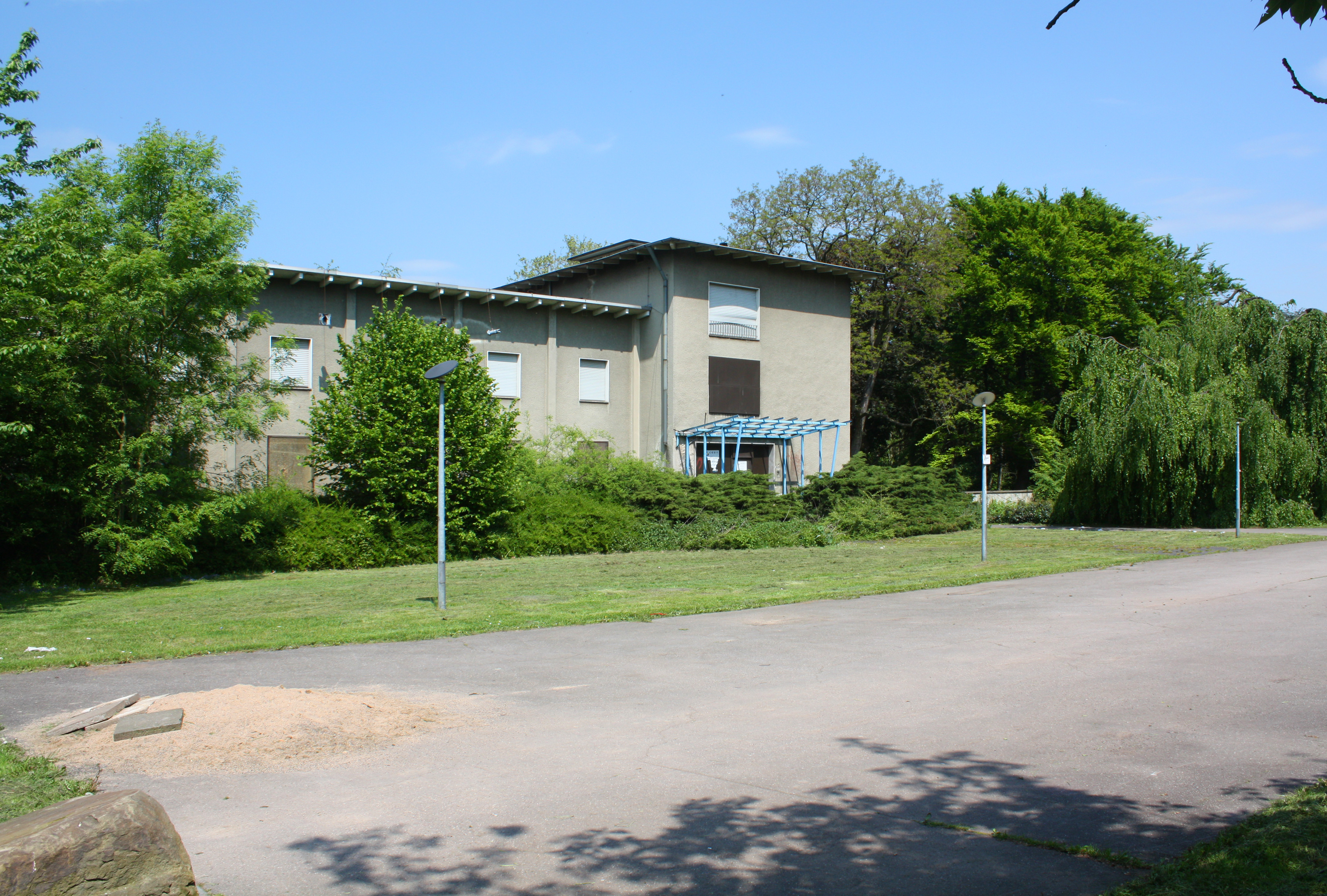
Haberlandhaus

Ende der 1920er Jahre ging das Stammheimer Anwesen an die Stadt Köln. Näheres zum Kauf oder der Nutzung dieser Immobilie bis zur Zerstörung im Zweiten Weltkrieg ist nicht bekannt. Die Ruine der Schlossanlage mit dem verwüsteten Parkgelände unterstand dann in der Nachkriegszeit der Leverkusener Bayer AG, die die Gartenanlage instand setzte und auf dem Standort des ehemaligen Schlosses ein Altenwohnheim, das „Haberland-Haus“, erbauen ließ. Im Atrium des im Karree errichteten Bauwerks wurde zur Erinnerung ein erhaltenes Portal des Schlosses integriert. Auch über die Umstände der erneuten Übernahme der Stammheimer Liegenschaft durch die Stadt Köln im Jahr 1983 ist nichts bekannt.

## Der Schlosspark unter Denkmalschutz
Mit der Einrichtung des Amtes des Stadtkonservators (mit Friedrich Carl Heimann) im Jahr 1912/13 übernahm die Stadt die Verantwortung für die historischen Baudenkmale Kölns. Zu diesen gehören, spätestens seit der Einführung des Denkmalschutzes im Jahr 1980, auch die diesem Schutz unterstehenden Gartenanlagen.

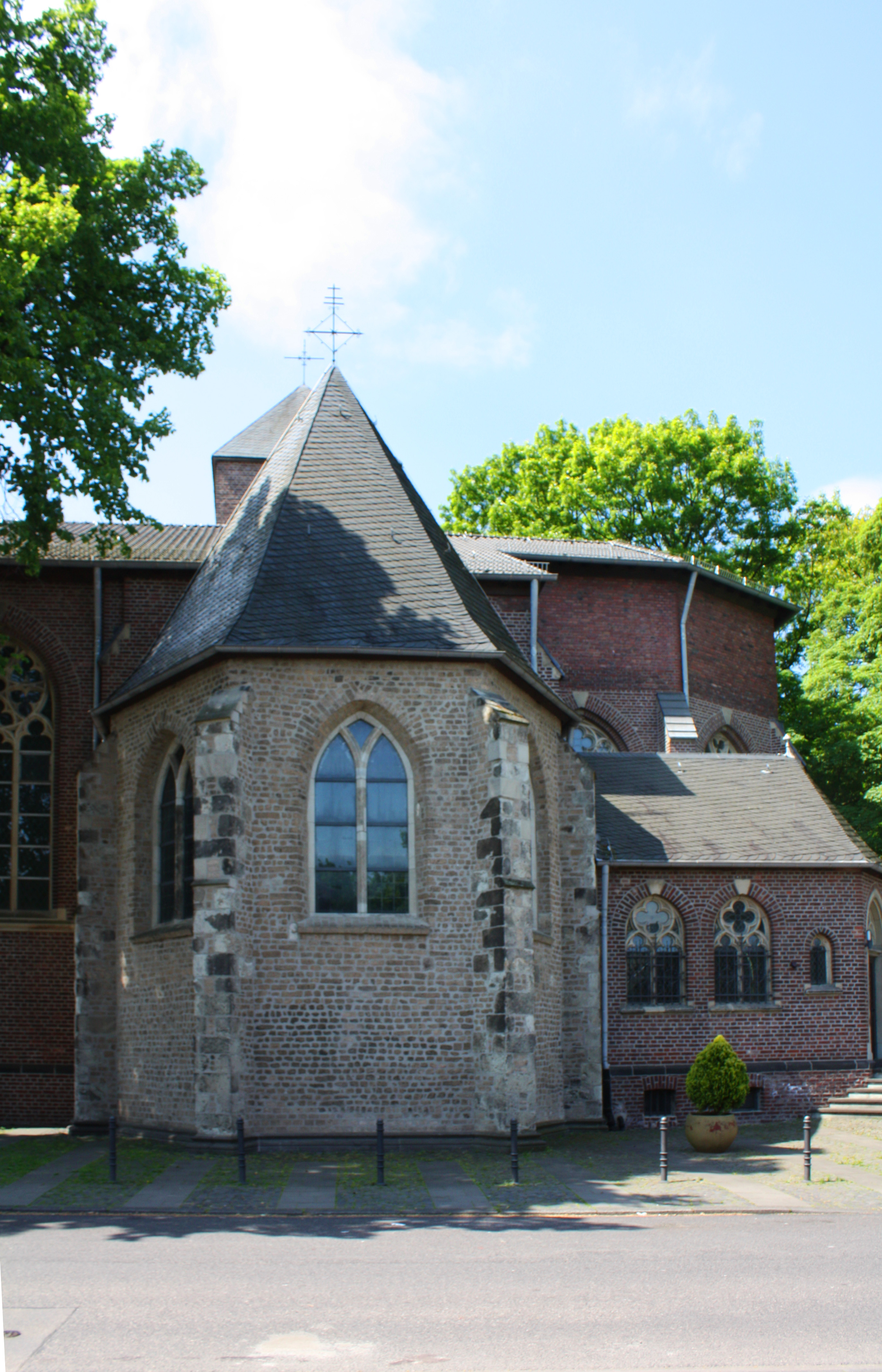
Chor der Vorgängerkirche, heute Marienkapelle
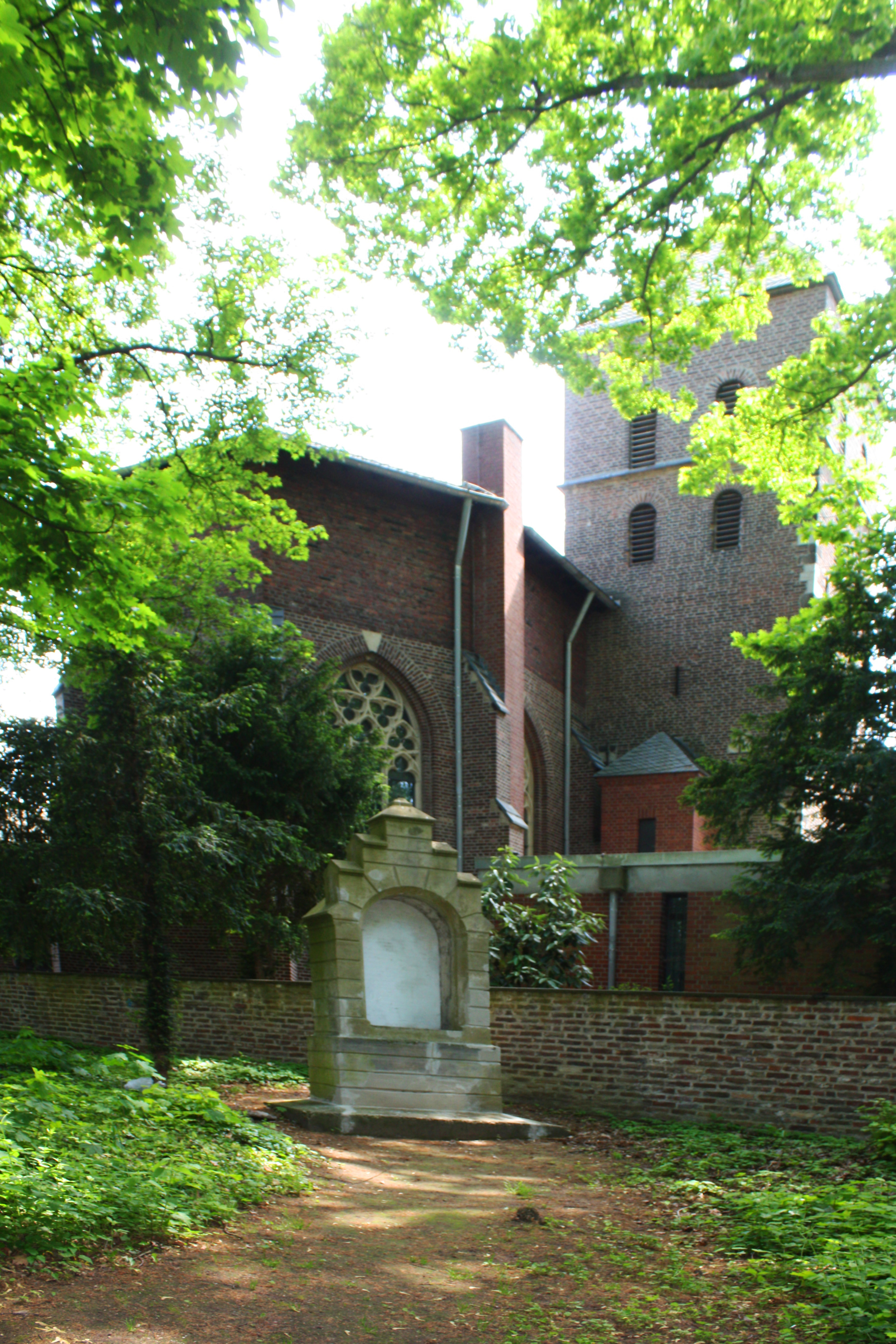
Bildstock vor Parkmauer und Kirche
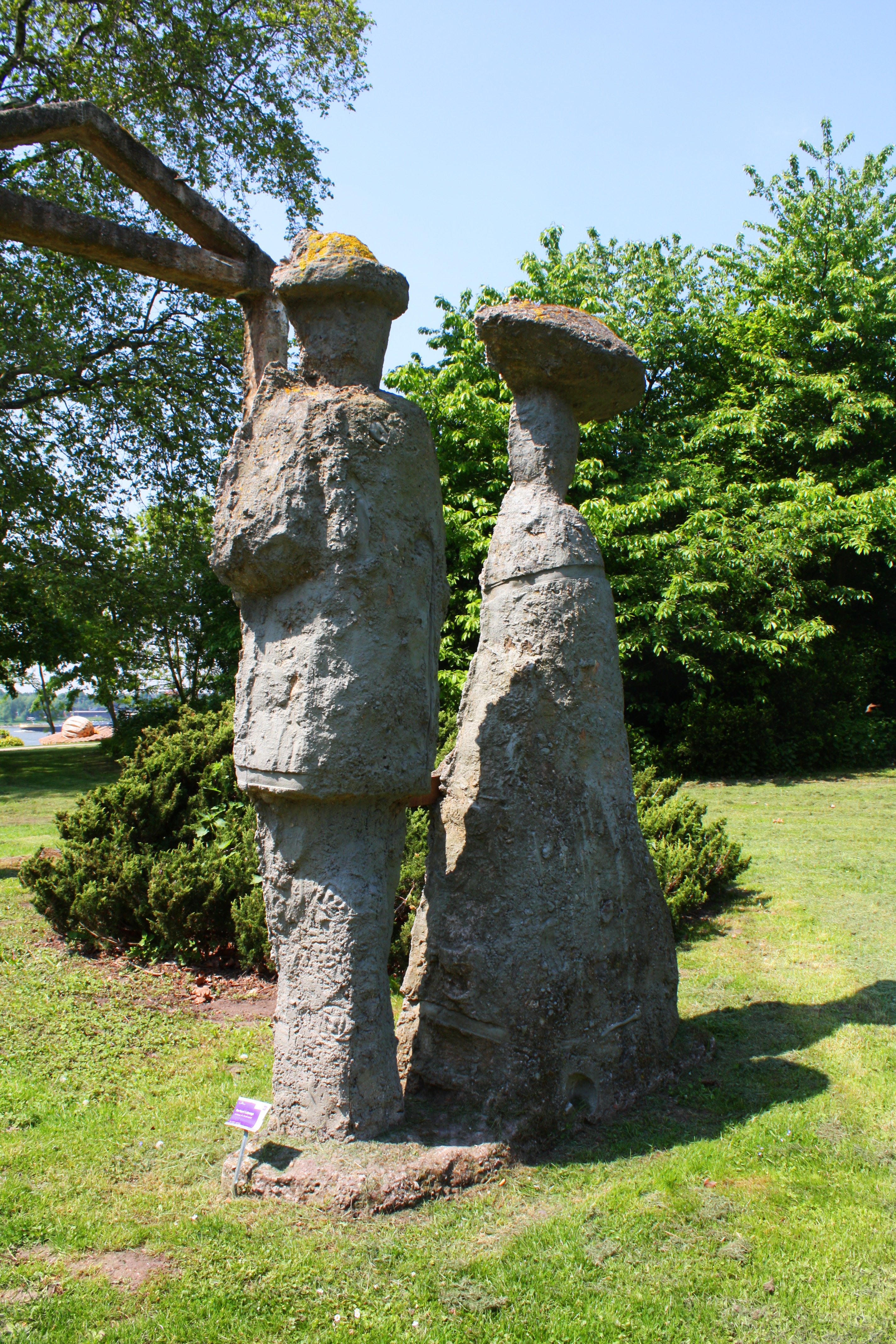
Schloss mit Grafenpaar
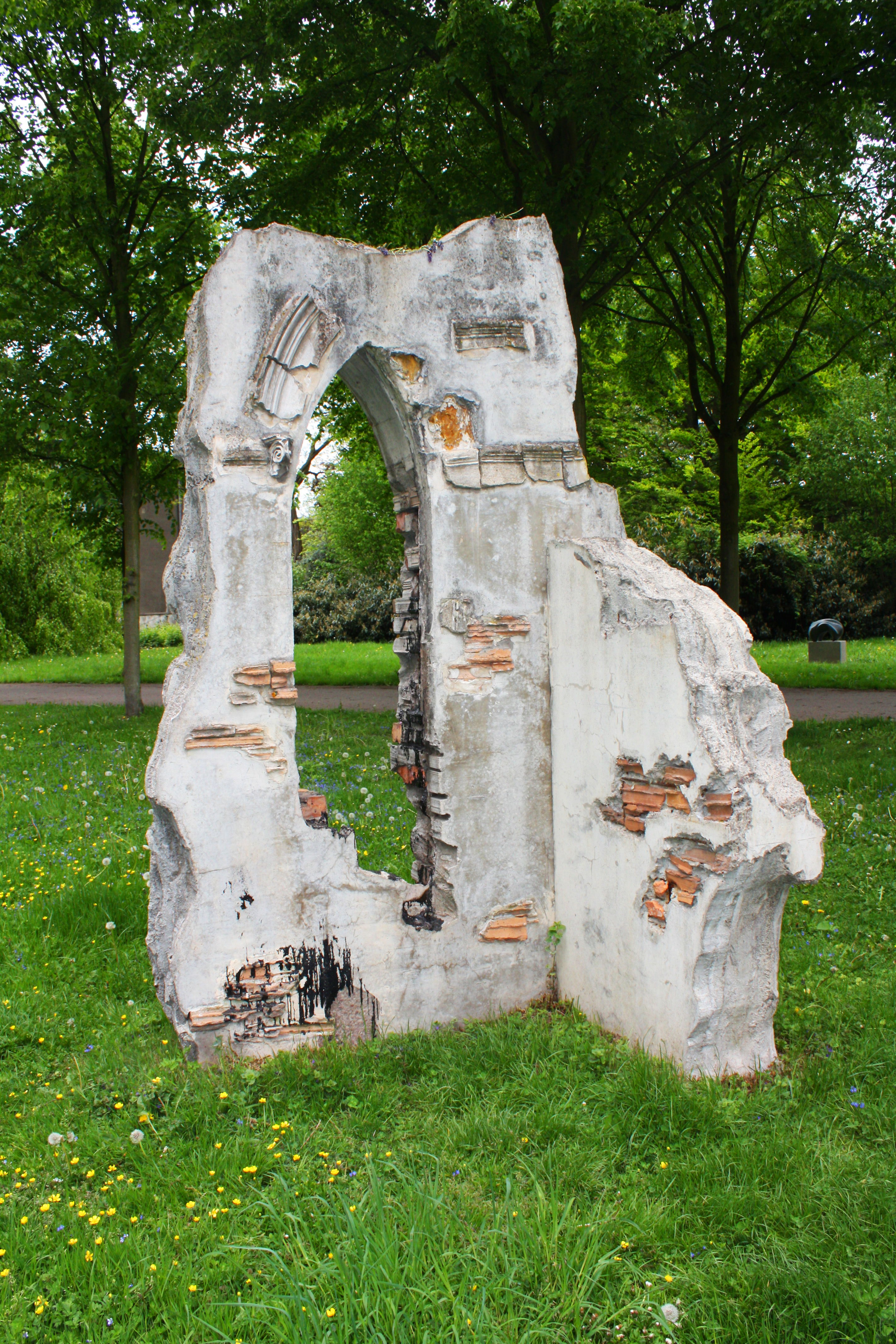
Überbleibsel, Standort in Höhe des ehemaligen Schlosses

Köln ist zwar eine der wenigen Großstädte, deren Parkanlagen nicht vor dem 19. Jahrhundert entstanden sind, dennoch sind viele der stadtkölnischen Grün- und Parkanlagen von historischer Bedeutung. Viele dieser Anlagen wurden unter Denkmalschutz gestellt und genießen schon aus diesem Grund die besondere Aufmerksamkeit und Pflege, die durch die entsprechende Behörde angeordnet wird. Hierzu zählen vornehmlich die Anlagen, die unter den frühen Gartendirektoren wie Anton Strauß, Jakob Greiß, Fritz Encke, Adolf Kowallek, Peter Joseph Lenné angelegt worden waren, aber auch der von Maximilian Friedrich Weyhe angelegte relativ kleine Schlosspark in Stammheim.

### Restaurierung durch die Stadt Köln
In der Mitte der 1980er Jahre wurden die ersten denkmalpflegerischen Maßnahmen in historischen Kölner Gartenanlagen durchgeführt. Im Rahmen von Arbeitsbeschaffungsmaßnahmen hatte die Stadt das Projekt „Historische Gärten“ gestartet und nach einer Überprüfung der in diesem Zusammenhang stehenden Anlagen den Humboldtpark in Humboldt/Gremberg und den in Köln-Klettenberg gelegenen gleichnamigen Park saniert.
Im Jahr 1984 nahm sich die Gartenverwaltung der Stadt die Restaurierung der Parkanlage in Stammheim vor. Anlass war ein wieder aufgefundener Plan Weyhes aus dem Jahr 1831, der zur Grundlage der dann vorgenommenen, grundlegenden Restaurierung der Anlage wurde.
In diese Zeit fiel auch die Umwandlung des denkmalgeschützten Haberlandhauses in ein Studentenwohnheim. Als solches wurde es von der Stadt dem Kölner Studentenwerk verpachtet, von dem es bis zum Jahr 2001 zur Untervermietung an Studenten genutzt wurde. Das sanierungsbedürftige Gebäude steht seitdem leer, seine zukünftige Nutzung ist ungewiss.
Seit 2010 wurde der Park im Rahmen des Strukturprojekts „Regionale 2010“ wieder dem ursprünglichen Zustand angenähert. Dabei wurden vor allem alte Sichtachsen wiederhergestellt und wildwachsendes Unterholz gelichtet.

## Der heutige Schlosspark
Der heutige Park entspricht in seinem gestalteten südlichen Bereich im Wesentlichen den historischen Ausmaßen. Er ist bis auf die Rheinseite überwiegend durch altes Mauerwerk aus Backstein eingefasst. Entlang der Mauer an der Stammheimer Hauptstraße befinden sich zwei der Parkseite zugewandte Bildstöcke, die wahrscheinlich, wie auch ein verschlossener Zugang zum alten Kirchhof an Sankt Mariä Geburt, der Zeit der Residenz der Grafen Fürstenberg entstammen. Die in jüngster Zeit erfolgte Erweiterung des Geländes ist an der Nordseite des Kerngeländes durch Drahtzäune separiert worden und wird in der traditionellen Form als sogenannter Bungert genutzt. Ergänzend zu dieser Form alter Bewirtschaftungsweise wurden Bienenstöcke eines Imkers platziert.

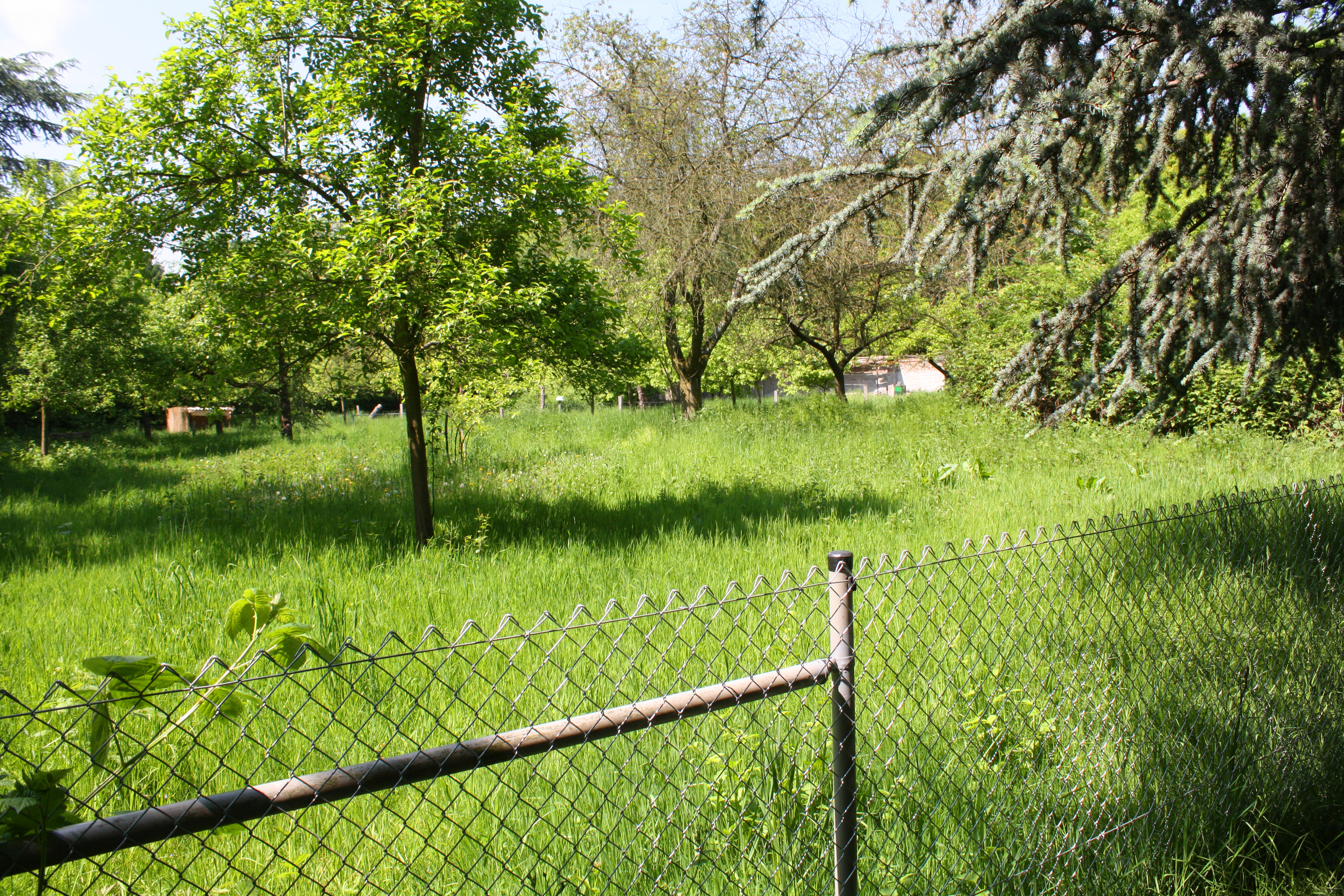
Streuobstwiese
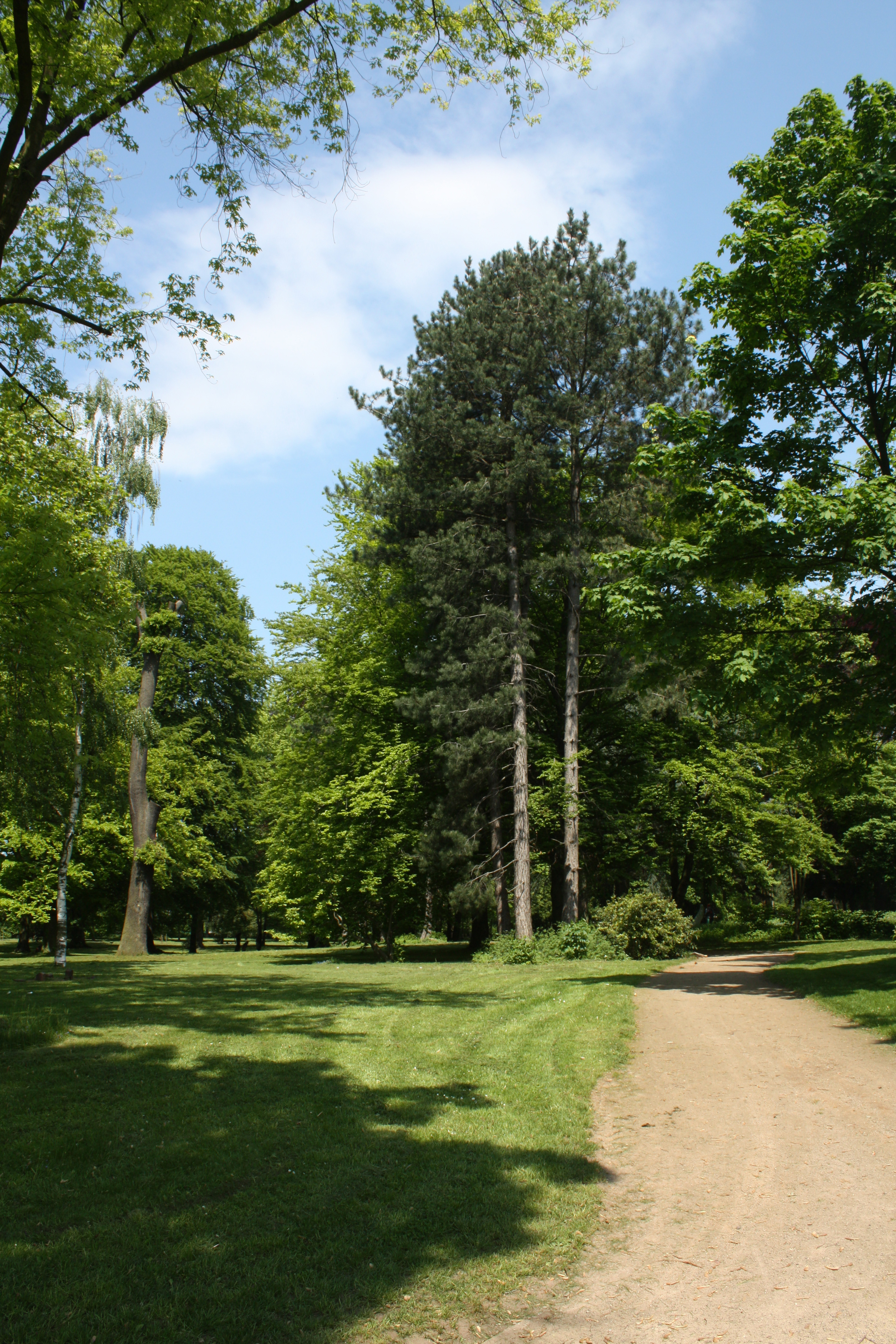
Rundweg
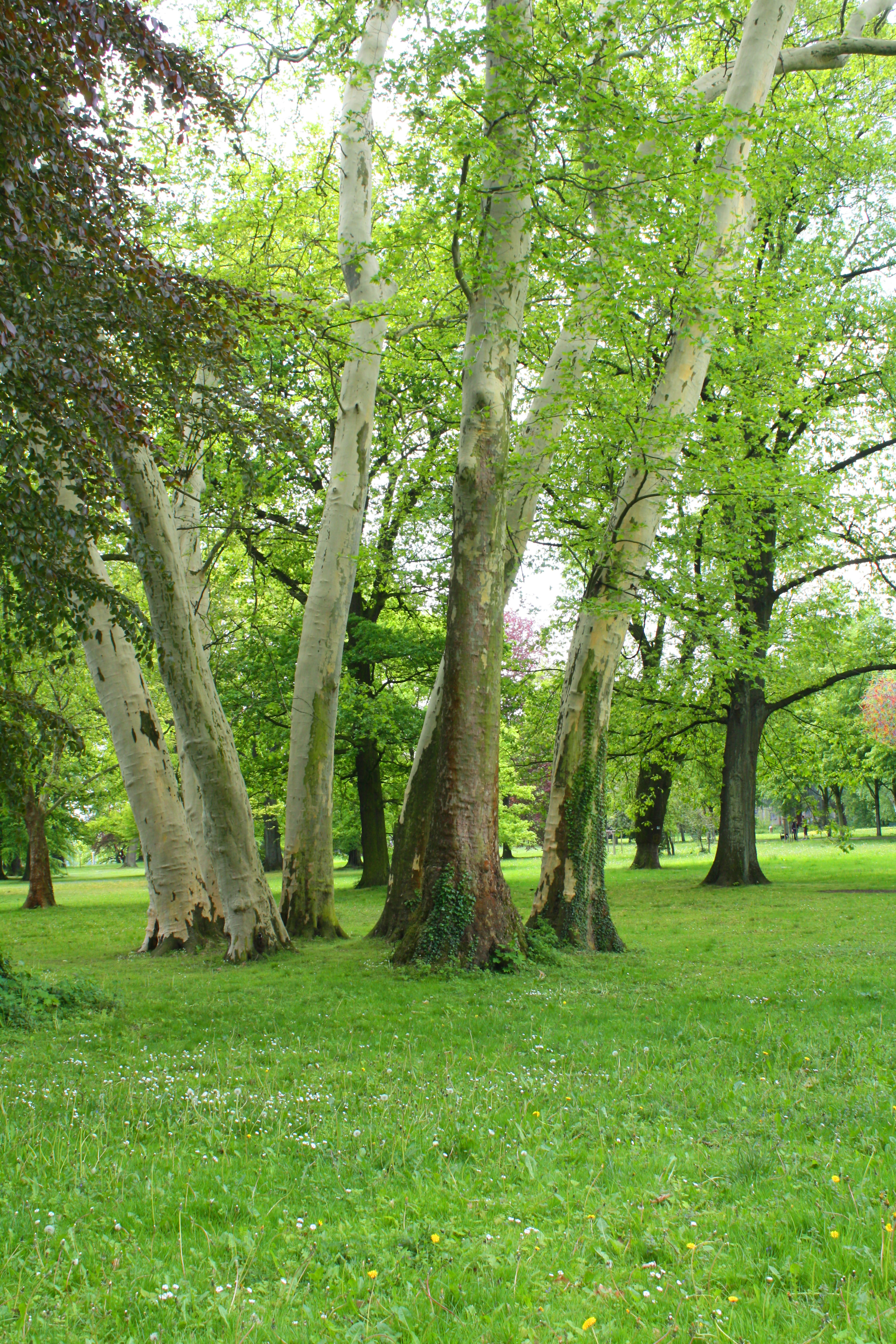
Platanengruppe
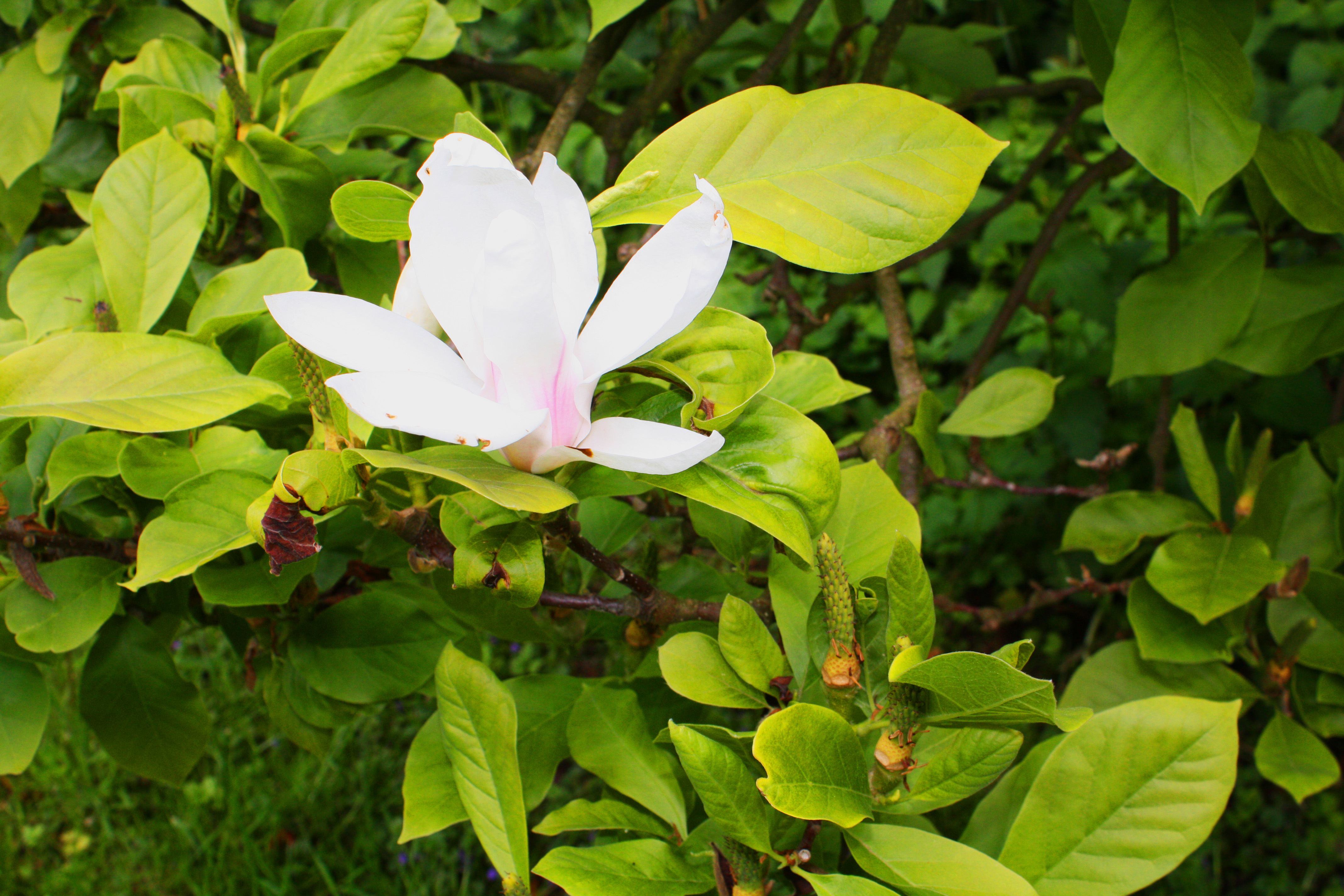
Magnolienblüte

Die Parkwege sind befestigt und auch bei Regenwetter nutzbar, die Alleen sind sogar asphaltiert. Die Flussseite ist bei entsprechendem Wasserstand auch auf dem unteren Deichweg zu begehen.
Die nach „Weyheschem“ Plan restaurierte Anlage ist auch heute von einer beträchtlichen Anzahl alter Bäume bestanden, unter ihnen befinden sich eine Vielzahl seltener Arten aus aller Welt. Der oben erwähnte ursprüngliche Bestand hat sich nur unwesentlich verändert. Außer den alten Baumriesen befinden sich heute nun auch Douglasie, Japanischer Schnurbaum, Götterbaum, Stieleiche und eine Anzahl seitlich angepflanzter Ilexbüsche sowie Platanen und verstreut stehende Birken in der Anlage. An den von kleinen Mauern eingefassten Rondellen finden sich Blumenrabatte und Rhododendren. Der erhöhte Aussichtspunkt, die Rondelle und die Promenaden der Alleen, sind mit Ruhebänken ausgestattet.

### Skulpturenpark

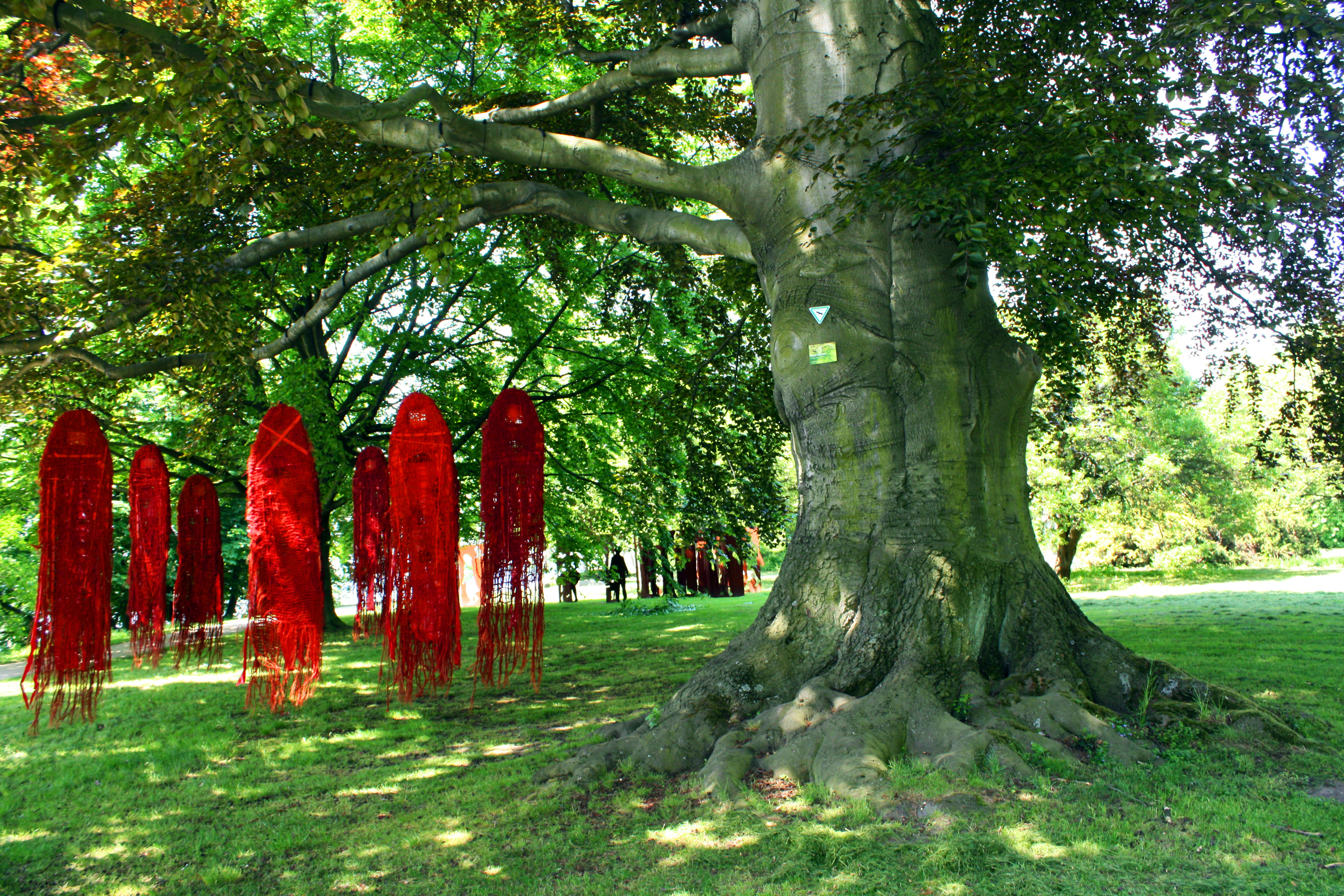
Natur und Kunst

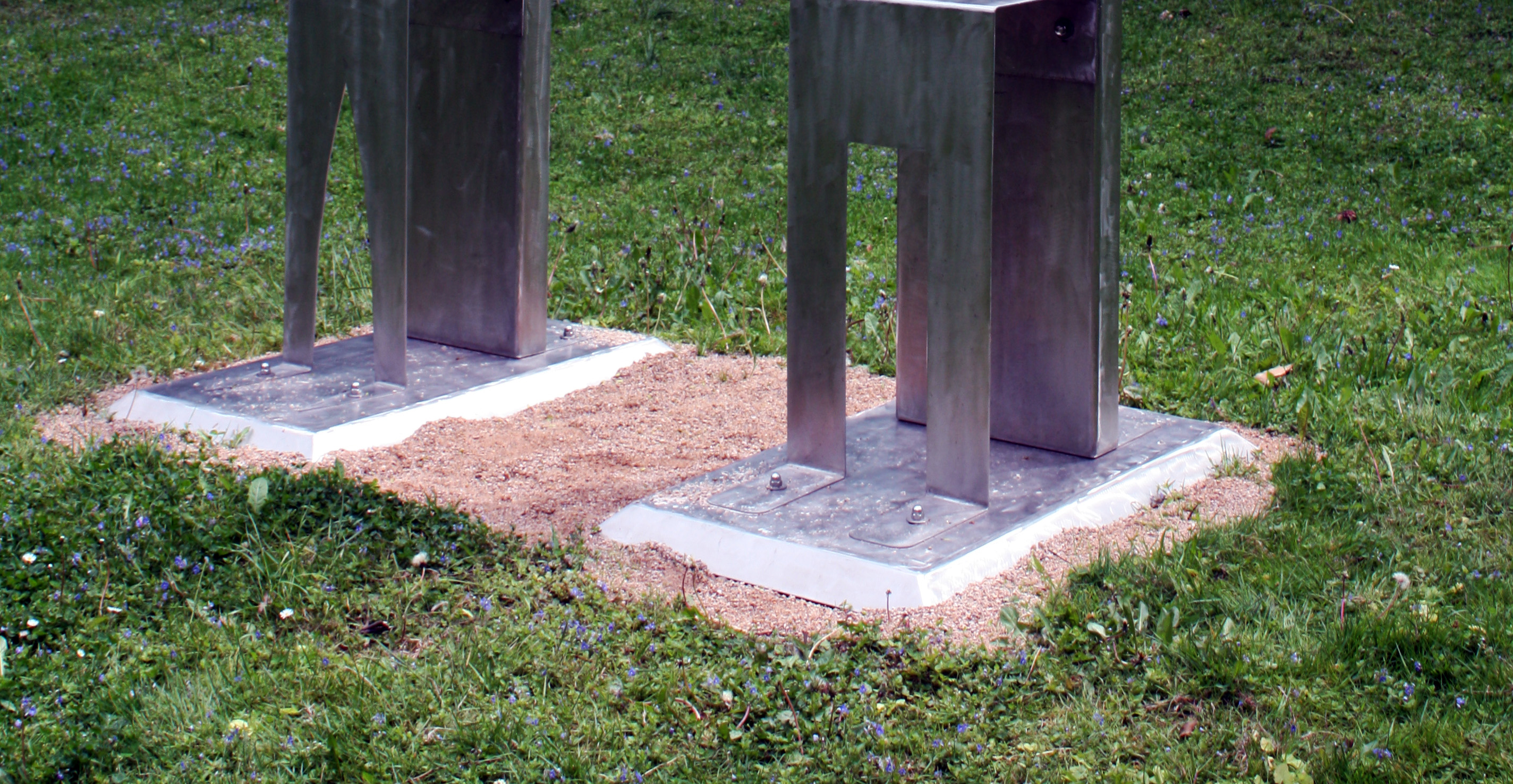
Beispiel einer Verankerung der Skulpturen im Boden

Das Stammheimer Schloss und seine Parkanlage war schon im 19. Jahrhundert durch die Familie der ehemaligen Besitzer über einige Jahre zu einem Zentrum zeitgenössischen Kunst- und Kulturlebens geworden. An diese Vergangenheit knüpft der Schlosspark seit dem Jahr 2002 mit seiner Nutzung als Ausstellungsgelände an. Einige der gezeigten Objekte nehmen augenfällig Bezug zur Historie des ehemaligen Schlosses und seiner Bewohner.
Ein großer Teil der Objekte des Parks sind dauerhafte Installationen, wie aus der Art und Verankerung durch massive Betonsockel und Verschraubungen ersichtlich ist. Diese seit Ausstellungsbeginn angewachsene Zahl der Objekte sowie die Vita der jeweiligen Künstler mit Angaben zu ihren Werken werden in jährlich aktualisierten Katalogen der Kunstausstellung festgehalten, die von einer die Organisation tragenden, ehrenamtlich tätigen Gruppe unter dem Namen „Initiative Kultur Raum Rechtsrhein“ (kurz: KRR) erstellt werden.
So bietet der Park dem Erholung suchenden Menschen neben vielfältiger Natur und gärtnerischer Gestaltung auch Spazierwege an, die mit zahlreichen Objekten moderner Kunst umstanden sind.